# Aristide Ambroise Quillet
Aristide Ambroise Quillet (* 18. Oktober 1880 in Villiers-Adam, Département Seine-et-Oise, Frankreich; † 30. April 1955 in Paris) war ein französischer Buchhändler und Verleger.
Aristide Ambroise Quillet gründete 1898 in Paris einen kleinen Verlag. Im Jahr 1902 hieß das Unternehmen société Aristide Quillet et compagnie, ab 1905 Librairie commerciale Aristide Quillet und ab 1914 Librairie Aristide Quillet. Er spezialisierte sich auf Wörterbücher, Nachschlagewerke und Bücher zum Selbststudium. Flaggschiff des Verlags war der Dictionnaire encyclopédique Quillet.
Ab 1929 war er Bürgermeister von Villiers-Adam. Während der deutschen Besatzungszeit wurden seine Werke konfisziert. Er erhielt die Médaille de la Résistance.
| Personendaten    | Personendaten                                        |
| ---------------- | ---------------------------------------------------- |
| NAME             | Quillet, Aristide Ambroise                           |
| KURZBESCHREIBUNG | französischer Buchhändler und Verleger               |
| GEBURTSDATUM     | 18. Oktober 1880                                     |
| GEBURTSORT       | Villiers-Adam, Département Seine-et-Oise, Frankreich |
| STERBEDATUM      | 30. April 1955                                       |
| STERBEORT        | Paris                                                |